# توماس کاچف
توماس کاچف (به انگلیسی: Thomas Kotcheff) (زاده ۱۹۸۸) آهنگساز و پیانیست آمریکایی است که در حال حاضر در لس آنجلس زندگی می‌کند. او برنده جایزه چارلز ایوز در سال ۲۰۱۶ از آکادمی هنر و ادبیات آمریکا و جایزه موسیقی بنیاد پرسِر در سال ۲۰۱۵ است.
کاچف در ویلمینگتون، کارولینای شمالی به دنیا آمد و در لس آنجلس، کالیفرنیا بزرگ شد. پدر و مادر او لایفون چونگ و کارگردان تد کاچف هستند و او یک خواهر بزرگتر به نام الکساندرا دارد. او از سن ۴ سالگی شروع به یادگیری پیانو کرد و در سال ۲۰۰۶ از دبیرستان هنرهای شهرستان لس آنجلس فارغ‌التحصیل شد. در سال ۲۰۱۰، کاچف لیسانس موسیقی را در اجرای پیانو از دانشگاه جانز هاپکینز به پایان رساند و سپس از سال ۲۰۱۰ تا ۲۰۱۹ در مدرسه موسیقی تورنومت شرکت کرد و در آنجا مدرک کارشناسی ارشد موسیقی و دکترای موسیقی در آهنگسازی موسیقی دریافت کرد. او آهنگسازی را نزد استفن هارتکه، دونالد کروکت، فرانک تیچلی و استیون استاکی و پیانو را نزد بنجامین پاسترناک و استوارت ال گوردون آموخت.